# دورات الزمن
دورات الزمن: رؤية جديدة غير عادية للكون Cycles of Time هو كتاب علمي من تأليف عالم الفيزياء الرياضية روجر بنروز ونشرته دار بودلي هيد في عام 2010. يوضح الكتاب نموذج بنروز لعلم الكون الدوري المطابق (CCC)، والذي يعد امتدادًا للنسبية العامة ولكنه يتعارض مع نظريات الأوتار متعددة الأبعاد المدعومة على نطاق واسع والتضخم الكوني بعد الانفجار العظيم .

## الملخص
يدرس بنروز الآثار المترتبة على القانون الثاني للديناميكا الحرارية ومسيرته الحتمية نحو حالة الإنتروبيا القصوى للكون . يوضح بنروز الإنتروبيا من حيث مساحة طور حالة المعلومات (مع بُعد واحد لكل درجة من الحرية ) حيث تنتهي الجسيمات بالتحرك عبرر حبيبات أكبر من أي وقت مضى في مساحة الطور هذه من حبيبات أصغر بمرور الوقت بسبب الحركة العشوائية. وهو لا يتفق مع المسار الخلفي لستيفن هوكينج  حول ما إذا كانت المعلومات يتم تدميرها عندما تدخل المادة إلى الثقوب السوداء . مثل هذا فقدان المعلومات من شأنه أن يقلل بشكل غير تافه من إجمالي الإنتروبيا في الكون حيث تتحلل الثقوب السوداء بسبب إشعاع هوكينج ، مما يؤدي إلى فقدان درجات الحرية في فضاء الطور.
ويمضي بنروز أبعد من ذلك ليصرح أنه على مدى فترات زمنية هائلة (تتجاوز 10‎100‎ عام)، تتوقف المسافة عن أن تكون ذات معنى حيث تتحلل كل الكتلة إلى طاقة فوتونات ذات انزياح شديد نحو الأحمر ، وعندها لا يكون للزمن أي تأثير، ويستمر الكون في التوسع دون أي تأثير يحدث إلى مالا نهاية ∞ . هذه الفترة من الانفجار الكبير إلى التوسع اللانهائي يعرّفها بنروز بأنها دهر aeon. إن الفقدان السلس "الأصلع" اللانهائي للدهر السابق يصبح حالة انفجار عظيم ذات إنتروبيا منخفضة لدورة الدهر التالية. تحافظ الهندسة المطابقة على زوايا الدهر السابق وليس مسافاته، مما يسمح لكون الدهر الجديد بالظهور صغيرًا جدًا عند بدايته عندما يبدأ الفضاء مرحلته من جديد.
يستشهد بنروز بوجود حلقات متحدة المركز تم العثور عليها في مسح الخلفية الكونية الميكروية بواسطة WMAP كدليل أولي لنموذجه، حيث توقع أن تصادمات الثقوب السوداء من الدهر السابق ستترك مثل هذه الهياكل بسبب تموجات موجات الجاذبية .

## الاستقبال
وجد معظم النقاد غير الخبراء (غير العلماء) أن الكتاب يمثل تحديًا للفهم الكامل للكون؛ عدد قليل مثل تقييمات كيركوس  ودوغ جونستون لـ The Scotsman  يقدرون الأفكار المبتكرة التي طرحها بنروز. مراجعة مانجيت كومار لـ The Guardian معجبة بمسرحية هندسة الدمية الروسية لمفهوم CCC، ووضعها في إطار الفكرة التي كان سيوافق عليها MC Escher .  يعترف جراهام ستورز، من مجلة نيويورك للكتب، بأن هذا ليس الكتاب الذي يجب على الشخص العادي غير الطموح أن يغوص فيه.  كاتب الخيال الأمريكي أنتوني دوير في بوسطن غلوب كتب "لم يخجل بنروز أبدًا من تضمين الرياضيات في نصوصه، ومجد لناشره تكريمه تلك الرغبة. ومع ذلك، فإن النصف الثاني من دورات الزمن يقدم إنزلاقا صعبا للغاية" ; "إذا كنت ستستغني استعارة التزلج، فإن دورات الزمن هي عبارة عن ألماسة سوداء في كتاب." 

## اقرأ أيضا
- علم الكون الدوري المطابق